# Universíades
Els Jocs Universitaris o Universíades són competicions esportives internacionals que reuneixen esportistes universitaris de tot el planeta. Les Universíades són organitzades per la Federació Internacional d'Esports Universitaris (FISU). La seva bandera té una U d'universitat i cinc estrelles amb els colors olímpics. El juliol de 2020 fou adoptat com a nom oficial de la competició FISU World University Games.
Els esports que es practiquen als Jocs Universitaris d'estiu són: futbol, salts, atletisme, basquetbol, gimnàstica, esgrima, lluita, tir, waterpolo, taekwondo, tennis, voleibol, vela i natació. Pel que fa a les Universíades d'hivern es practiquen: esquí alpí, esquí de fons, salts amb esquís, combinada nòrdica, biatló, planxa de neu, patinatge artístic, patinatge de velocitat i hoquei sobre gel.

## Competicions predecessores

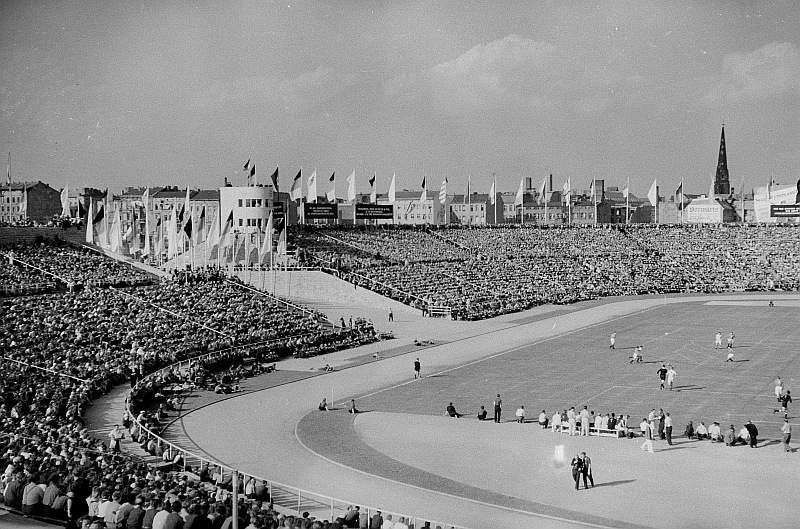
Partit de futbol durant el 3r Festival Mundial de la Joventut i els Estudiants.

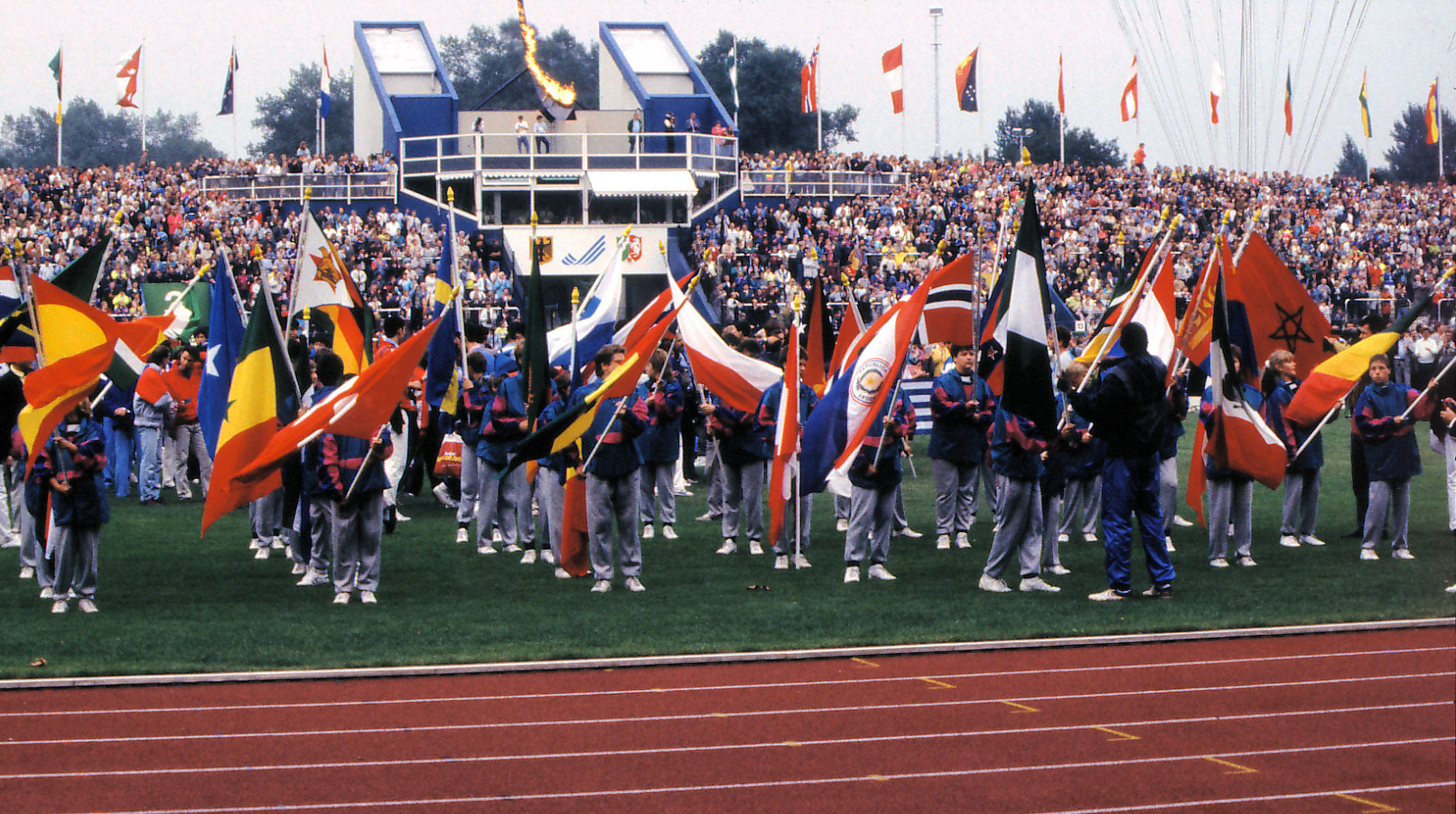
Universíada de 1989.

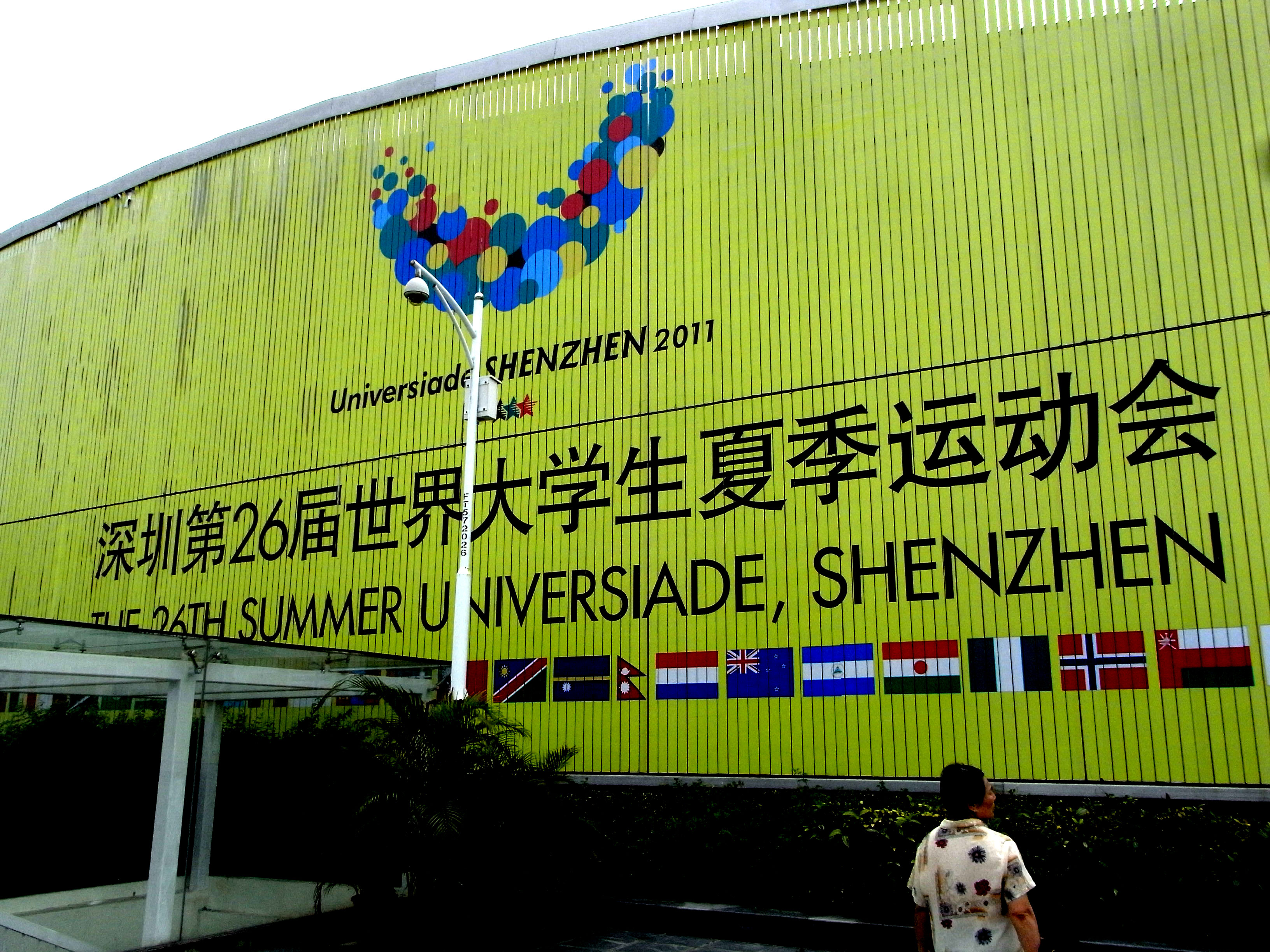
Universíada de 2011.

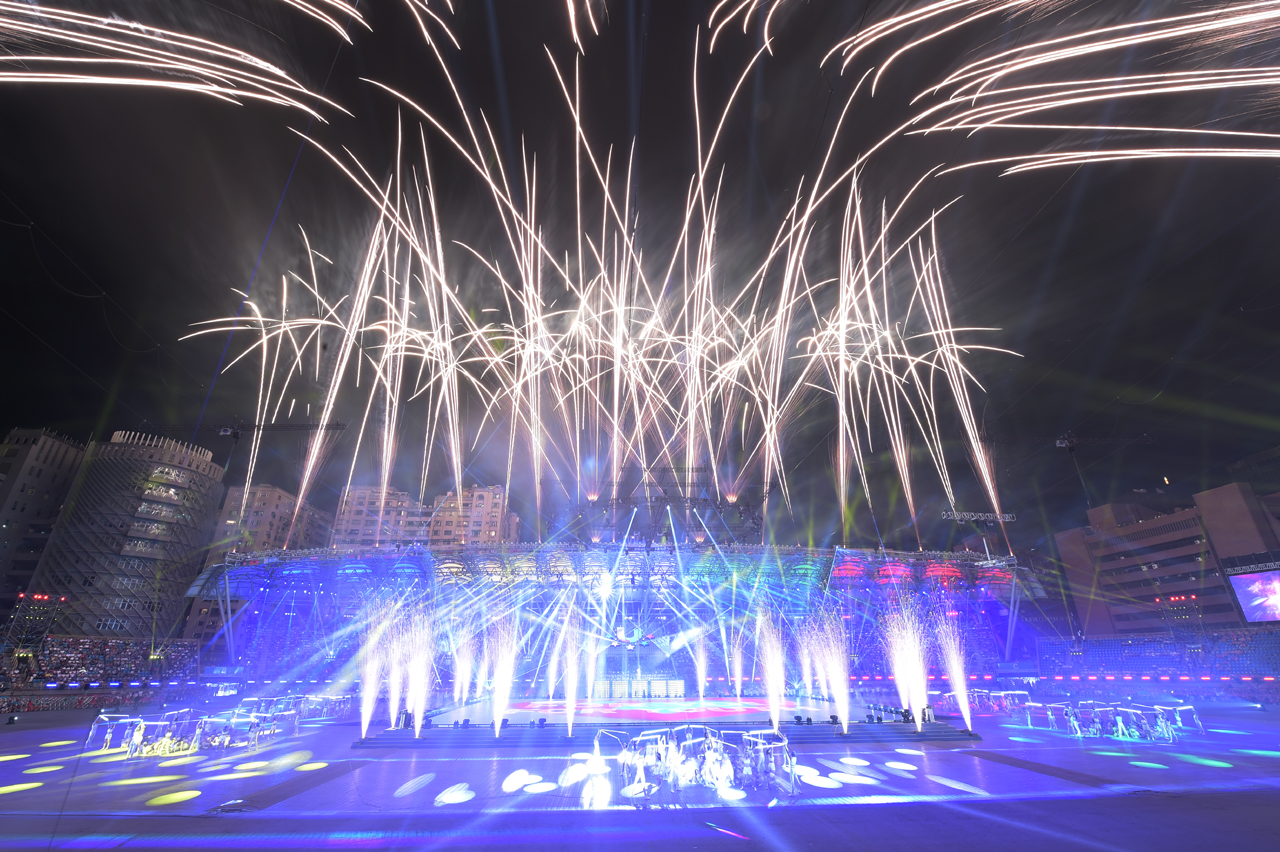
Cerimònia d'obertura de la Universíada d'estiu 2017.

La idea d'una competició esportiva internacional mundial entre estudiants-atletes és anterior a la formació de 1949 de la Federació Internacional d'Esport Universitari (FISU), que ara acull la Universiada, i fins i tot a la primera edició dels Jocs Mundials Universitaris de 1923. El defensor de la pau anglès Hodgson Pratt va ser un dels primers defensors d'aquest esdeveniment, proposant (i aprovant) una moció al Congrés Universal de la Pau de 1891 a Roma per crear una sèrie de conferències internacionals d'estudiants, a diferents ciutats d'acollida rotatives, amb activitats com l'art i l'esport. Això no va succeir, però un esdeveniment similar es va crear a Alemanya el 1909 en forma de l'Olímpia Acadèmica. Es van celebrar cinc edicions entre 1909 i 1913, totes elles amb seu a Alemanya seguint la cancel·lació d'un esdeveniment amb seu a Itàlia.
A principis del segle xx, Jean Petitjean de França va començar a intentar organitzar uns "Jocs Olímpics Universitaris". Després de discutir amb Pierre de Coubertin, el fundador dels Jocs Olímpics moderns, Petitjean es va convèncer de no utilitzar la paraula "Olímpic" en el nom del torneig. Petitjean, i més tard la Confederation Internationale des Etudiants (CIE), van ser els primers a construir una sèrie d'esdeveniments internacionals, començant amb els Campionats Internacionals d'Universitats de 1923. Això va ser seguit pel canvi de nom a Campionats del Món d'Estudiants d'Estiu de 1924 un any més tard, i es van celebrar dues edicions més el 1927 i el 1928. Un altre canvi de nom va donar lloc als Jocs Universitaris Internacionals de 1930. Els Jocs Universitaris Internacionals del CIE es van celebrar quatre vegades més a la dècada de 1930 abans de la seva darrera edició el 1947.
Un altre organisme, la Lliga Nacional-Socialista d'Estudiants Alemanys (NSDStB) va organitzar uns jocs universitaris alternatius el 1939 a Viena, a l'Alemanya post Anschluss. L'inici de la Segona Guerra Mundial va cessar totes les principals activitats esportives internacionals dels estudiants i les conseqüències també van provocar una divisió dins el moviment, ja que el CIE es va dissoldre i van sorgir organitzacions rivals. La Unió Internacional d'Estudiants (UIE) va incorporar uns jocs esportius universitaris al Festival Mundial de la Joventut i els Estudiants de 1947 a 1962, incloent-hi uns jocs separats no oficials el 1954. Aquest esdeveniment principalment destinat als països d'Europa de l'Est.
Després del tancament del CIE i de la creació dels primers jocs organitzats per la UIE, la FISU va néixer el 1949 i va celebrar el seu propi primer gran esdeveniment esportiu estudiantil el mateix any en forma de la Setmana Internacional de l'Esport Universitari d'Estiu de 1949. La Setmana de l'Esport es va celebrar cada dos anys fins al 1955. Igual que els jocs anteriors del CIE, els esdeveniments de la FISU eren inicialment competicions esportives dirigides per Occident.
La divisió entre la FISU, en gran part d'Europa occidental, i la UIE d'Europa de l'Est, finalment va començar a dissipar-se amb una participació més àmplia als Jocs Universitaris Mundials de 1957. Aquest esdeveniment no va ser organitzat directament per cap dels dos grups, sinó que va ser organitzat per Jean Petitjean a França (que es va mantenir neutral en la divisió), però hi van participar totes les nacions respectives dels grups. L'Universiada organitzada per la FISU es va convertir en la successora directa d'aquesta competició, mantenint el format biennal a la Universiada inaugural de 1959. No va ser fins als Jocs Mundials Universitaris de 1957 que la Unió Soviètica va començar a competir en esdeveniments FISU. Aquell mateix any, la que abans havia estat una competició europea es va convertir en una de veritablement global, amb la inclusió del Brasil, el Japó i els Estats Units entre les nacions competidores. L'augment de la participació finalment va portar a l'establiment de l'Universiada com el principal campionat mundial d'esport estudiantil.
Proves no reconegudes oficialment per la FISU:
| Edició | Any  | Event                                                  | Organitzador | Seu           |
| ------ | ---- | ------------------------------------------------------ | ------------ | ------------- |
| 1      | 1923 | Campionats Internacionals d'Universitats               | CIE          | París         |
| 2      | 1924 | Campionats del Món d'Estudiants d'Estiu                | CIE          | Varsòvia      |
| 3      | 1927 | Campionats del Món d'Estudiants d'Estiu                | CIE          | Roma          |
| 4      | 1928 | Campionats del Món d'Estudiants d'Estiu                | CIE          | París         |
| 5      | 1930 | Jocs Universitaris Internacionals                      | CIE          | Darmstadt     |
| 6      | 1933 | Jocs Universitaris Internacionals                      | CIE          | Torí          |
| 7      | 1935 | Jocs Universitaris Internacionals                      | CIE          | Budapest      |
| 8      | 1937 | Jocs Universitaris Internacionals                      | CIE          | París         |
| 9      | 1939 | Jocs Universitaris Internacionals                      | CIE          | Montecarlo    |
| 10     | 1939 | Jocs Universitaris Internacionals                      | NSDStB       | Viena         |
| 11     | 1947 | Jocs Universitaris Internacionals                      | CIE          | París         |
| 12     | 1947 | Festival Mundial de la Joventut i els Estudiants       | UIE          | Praga         |
| 13     | 1949 | Festival Mundial de la Joventut i els Estudiants       | UIE          | Budapest      |
| 14     | 1949 | Setmana Internacional de l'Esport Universitari d'Estiu | FISU         | Merano        |
| 15     | 1951 | Festival Mundial de la Joventut i els Estudiants       | UIE          | Berlín Est    |
| 16     | 1951 | Setmana Internacional de l'Esport Universitari d'Estiu | FISU         | Luxemburg     |
| 17     | 1953 | Festival Mundial de la Joventut i els Estudiants       | UIE          | Bucarest      |
| 18     | 1953 | Setmana Internacional de l'Esport Universitari d'Estiu | FISU         | Dortmund      |
| 19     | 1955 | Festival Mundial de la Joventut i els Estudiants       | UIE          | Varsòvia      |
| 20     | 1955 | Setmana Internacional de l'Esport Universitari d'Estiu | FISU         | Sant Sebastià |
| 21     | 1957 | Festival Mundial de la Joventut i els Estudiants       | UIE          | Moscou        |
| 22     | 1957 | Jocs Mundials Universitaris                            | PUC          | París         |
| 23     | 1959 | Festival Mundial de la Joventut i els Estudiants       | UIE          | Viena         |
| 24     | 1962 | Festival Mundial de la Joventut i els Estudiants       | UIE          | Hèlsinki      |

## Edicions de les Universíades d'estiu
| Edició | Any  | Seu             | Països                                              | Esportistes                                         | Esports                                             | Proves                                              | Líder Medaller                                      |
| ------ | ---- | --------------- | --------------------------------------------------- | --------------------------------------------------- | --------------------------------------------------- | --------------------------------------------------- | --------------------------------------------------- |
| 1      | 1959 | Torí            | 45                                                  | 985                                                 | 7                                                   | 60                                                  | Itàlia                                              |
| 2      | 1961 | Sofia           | 32                                                  | 1270                                                | 9                                                   | 68                                                  | Unió Soviètica                                      |
| 3      | 1963 | Porto Alegre    | 27                                                  | 917                                                 | 9                                                   | 70                                                  | Hongria                                             |
| 4      | 1965 | Budapest        | 32                                                  | 1729                                                | 9                                                   | 74                                                  | Hongria                                             |
| 5      | 1967 | Tòquio          | 30                                                  | 937                                                 | 10                                                  | 83                                                  | Estats Units                                        |
| 6      | 1970 | Torí            | 40                                                  | 2080                                                | 9                                                   | 82                                                  | Unió Soviètica                                      |
| 7      | 1973 | Moscou          | 72                                                  | 2765                                                | 10                                                  | 111                                                 | Unió Soviètica                                      |
| 8      | 1975 | Roma            | 38                                                  | 450                                                 | 1                                                   | 38                                                  | Unió Soviètica                                      |
| 9      | 1977 | Sofia           | 78                                                  | 2939                                                | 10                                                  | 101                                                 | Unió Soviètica                                      |
| 10     | 1979 | Ciutat de Mèxic | 85                                                  | 2974                                                | 10                                                  | 97                                                  | Unió Soviètica                                      |
| 11     | 1981 | Bucarest        | 86                                                  | 2912                                                | 10                                                  | 133                                                 | Unió Soviètica                                      |
| 12     | 1983 | Edmonton        | 73                                                  | 2400                                                | 10                                                  | 118                                                 | Unió Soviètica                                      |
| 13     | 1985 | Kobe            | 106                                                 | 3949                                                | 11                                                  | 123                                                 | Unió Soviètica                                      |
| 14     | 1987 | Zagreb          | 122                                                 | 6423                                                | 12                                                  | 139                                                 | Estats Units                                        |
| 15     | 1989 | Duisburg        | 79                                                  | 1785                                                | 4                                                   | 66                                                  | Unió Soviètica                                      |
| 16     | 1991 | Sheffield       | 101                                                 | 3346                                                | 11                                                  | 119                                                 | Estats Units                                        |
| 17     | 1993 | Buffalo         | 118                                                 | 3582                                                | 12                                                  | 135                                                 | Estats Units                                        |
| 18     | 1995 | Fukuoka         | 118                                                 | 3949                                                | 12                                                  | 144                                                 | Estats Units                                        |
| 19     | 1997 | Sicília         | 122                                                 | 3582                                                | 10                                                  | 129                                                 | Estats Units                                        |
| 20     | 1999 | Palma           | 114                                                 | 4076                                                | 12                                                  | 142                                                 | Estats Units                                        |
| 21     | 2001 | Beijing         | 165                                                 | 6757                                                | 12                                                  | 170                                                 | R.P. de la Xina                                     |
| 22     | 2003 | Daegu           | 174                                                 | 7180                                                | 13                                                  | 189                                                 | R.P. de la Xina                                     |
| 23     | 2005 | Esmirna         | 133                                                 | 7816                                                | 14                                                  | 195                                                 | Rússia                                              |
| 24     | 2007 | Bangkok         | 150                                                 | 6093                                                | 15                                                  | 236                                                 | R.P. de la Xina                                     |
| 25     | 2009 | Belgrad         | 145                                                 | 5379                                                | 15                                                  | 203                                                 | Rússia                                              |
| 26     | 2011 | Shenzhen        | 165                                                 | 7999                                                | 24                                                  | 306                                                 | R.P. de la Xina                                     |
| 27     | 2013 | Kazan           | 162                                                 | 7966                                                | 27                                                  | 351                                                 | Rússia                                              |
| 28     | 2015 | Gwangju         | 142                                                 | 7432                                                | 21                                                  | 274                                                 | Corea del Sud                                       |
| 29     | 2017 | Taipei          | 145                                                 | 7377                                                | 22                                                  | 272                                                 | Japó                                                |
| 30     | 2019 | Nàpols          | 112                                                 | 5971                                                | 18                                                  | 220                                                 | Japó                                                |
| 31     | 2021 | Chengdu         | 116                                                 | 5056                                                | 18                                                  | 268                                                 | R.P. de la Xina                                     |
| –      | 2023 | Iekaterinburg   | Cancel·lat per la invasió russa d'Ucraïna del 2022. | Cancel·lat per la invasió russa d'Ucraïna del 2022. | Cancel·lat per la invasió russa d'Ucraïna del 2022. | Cancel·lat per la invasió russa d'Ucraïna del 2022. | Cancel·lat per la invasió russa d'Ucraïna del 2022. |
| 32     | 2025 | Rin-Ruhr        |                                                     |                                                     | 20                                                  | 225                                                 |                                                     |
| 33     | 2027 | Chungcheong     |                                                     |                                                     | 17                                                  |                                                     |                                                     |
| 34     | 2029 | Raleigh-Durham  |                                                     |                                                     | 17                                                  |                                                     |                                                     |

1. ↑  Originàriament atorgat a Lisboa, Portugal per l'any 1969.
2. ↑  Originàriament atorgat a Belgrad, Iugoslàvia.
3. ↑  Originàriament atorgat a la Ciutat de São Paulo, Brasil.
4. ↑  La República de la Xina (Taiwan) és reconeguda com a Xina Taipei per la FISU i la majoria d'organismes internacionals per conflicte existent amb la República Popular de la Xina.
5. ↑  Originàriament atorgat a Brasília, Brasil.
6. ↑  Originàriament estava prevista la seva celebració l'agost de 2021, i més tard per al 2022, però fou posposat dues vegades per la pandèmia de la COVID-19. Amb motiu de la cancel·lació de la Universíada de 2023 de Iekaterinburg per la invasió russa d'Ucraïna del 2022, aquesta edició es disputà finalment l'any 2023.

## Edicions de les Universíades d'hivern
| Edició | Any  | Seu                           | Països                                     | Esportistes                                | Esports                                    | Proves                                     | Líder Medaller                             |
| ------ | ---- | ----------------------------- | ------------------------------------------ | ------------------------------------------ | ------------------------------------------ | ------------------------------------------ | ------------------------------------------ |
| 1      | 1960 | Chamonix                      | 16                                         | 151                                        | 5                                          | 13                                         | França                                     |
| 2      | 1962 | Villars                       | 22                                         | 273                                        | 6                                          | 12                                         | RFA                                        |
| 3      | 1964 | Špindlerův Mlýn               | 21                                         | 285                                        | 5                                          | 15                                         | RFA                                        |
| 4      | 1966 | Sestriere                     | 29                                         | 434                                        | 6                                          | 19                                         | Unió Soviètica                             |
| 5      | 1968 | Innsbruck                     | 26                                         | 424                                        | 7                                          | 23                                         | Unió Soviètica                             |
| 6      | 1970 | Rovaniemi                     | 25                                         | 421                                        | 7                                          | 24                                         | Unió Soviètica                             |
| 7      | 1972 | Lake Placid                   | 23                                         | 351                                        | 7                                          | 25                                         | Unió Soviètica                             |
| 8      | 1975 | Livigno                       | 15                                         | 143                                        | 2                                          | 13                                         | Unió Soviètica                             |
| 9      | 1978 | Špindlerův Mlýn               | 21                                         | 260                                        | 7                                          | 16                                         | Unió Soviètica                             |
| 10     | 1981 | Jaca                          | 28                                         | 394                                        | 7                                          | 19                                         | Unió Soviètica                             |
| 11     | 1983 | Sofia                         | 28                                         | 535                                        | 7                                          | 21                                         | Unió Soviètica                             |
| 12     | 1985 | Belluno                       | 34                                         | 538                                        | 7                                          | 30                                         | Unió Soviètica                             |
| 13     | 1987 | Štrbské Pleso                 | 21                                         | 596                                        | 6                                          | 25                                         | Txecoslovàquia                             |
| 14     | 1989 | Sofia                         | 21                                         | 681                                        | 8                                          | 40                                         | Unió Soviètica                             |
| 15     | 1991 | Sapporo                       | 34                                         | 668                                        | 8                                          | 40                                         | Japó                                       |
| 16     | 1993 | Zakopane                      | 41                                         | 668                                        | 8                                          | 36                                         | Japó                                       |
| 17     | 1995 | Jaca                          | 41                                         | 765                                        | 9                                          | 35                                         | Corea del Sud                              |
| 18     | 1997 | Muju-Jeonju                   | 48                                         | 877                                        | 9                                          | 51                                         | Japó                                       |
| 19     | 1999 | Poprad-Vysoké Tatry           | 40                                         | 926                                        | 8                                          | 52                                         | Rússia                                     |
| 20     | 2001 | Zakopane                      | 41                                         | 1,007                                      | 9                                          | 52                                         | Rússia                                     |
| 21     | 2003 | Tarvisio                      | 46                                         | 1,266                                      | 10                                         | 59                                         | Rússia                                     |
| 22     | 2005 | Innsbruck-Seefeld             | 50                                         | 1,449                                      | 11                                         | 68                                         | Àustria                                    |
| 23     | 2007 | \|Torí                        | 48                                         | 1,638                                      | 11                                         | 72                                         | Corea del Sud                              |
| 24     | 2009 | Harbin                        | 44                                         | 1,545                                      | 12                                         | 81                                         | R.P. de la Xina                            |
| 25     | 2011 | Erzurum                       | 52                                         | 1,593                                      | 11                                         | 66                                         | Rússia                                     |
| 26     | 2013 | Trentino                      | 50                                         | 1,698                                      | 12                                         | 79                                         | Rússia                                     |
| 27     | 2015 | Štrbské Pleso–Osrblie Granada | 43                                         | 1,546                                      | 11                                         | 68                                         | Rússia                                     |
| 28     | 2017 | Almaty                        | 57                                         | 1,604                                      | 12                                         | 85                                         | Rússia                                     |
| 29     | 2019 | Krasnoyarsk                   | 58                                         | 3,000                                      | 11                                         | 76                                         | Rússia                                     |
| 30     | 2021 | Lucerna                       | Cancel·lat per la pandèmia de la COVID-19. | Cancel·lat per la pandèmia de la COVID-19. | Cancel·lat per la pandèmia de la COVID-19. | Cancel·lat per la pandèmia de la COVID-19. | Cancel·lat per la pandèmia de la COVID-19. |
| 31     | 2023 | Lake Placid                   | 47                                         | 1443                                       | 12                                         | 85                                         | Japó                                       |
| 32     | 2025 | Torí                          |                                            |                                            | 20                                         | 225                                        |                                            |

1. ↑  Originàriament atorgat a Maribor, Eslovènia.
2. ↑  A causa dels problemes ambientals a Granada, les proves d'esquí nòrdic es van traslladar a Eslovàquia.